# Saint-Mars-la-Brière
Saint-Mars-la-Brière is een gemeente in het Franse departement Sarthe (regio Pays de la Loire). De plaats maakt deel uit van het arrondissement Mamers. Het militaire kamp Auvours ligt voor een groot deel op het grondgebied van deze gemeente. Saint-Mars-la-Brière telde op 1 januari 2022 2.712 inwoners.

## Geografie
De oppervlakte van Saint-Mars-la-Brière bedroeg op 1 januari 2022 34,69 vierkante kilometer; de bevolkingsdichtheid was toen 78,2 inwoners per km².

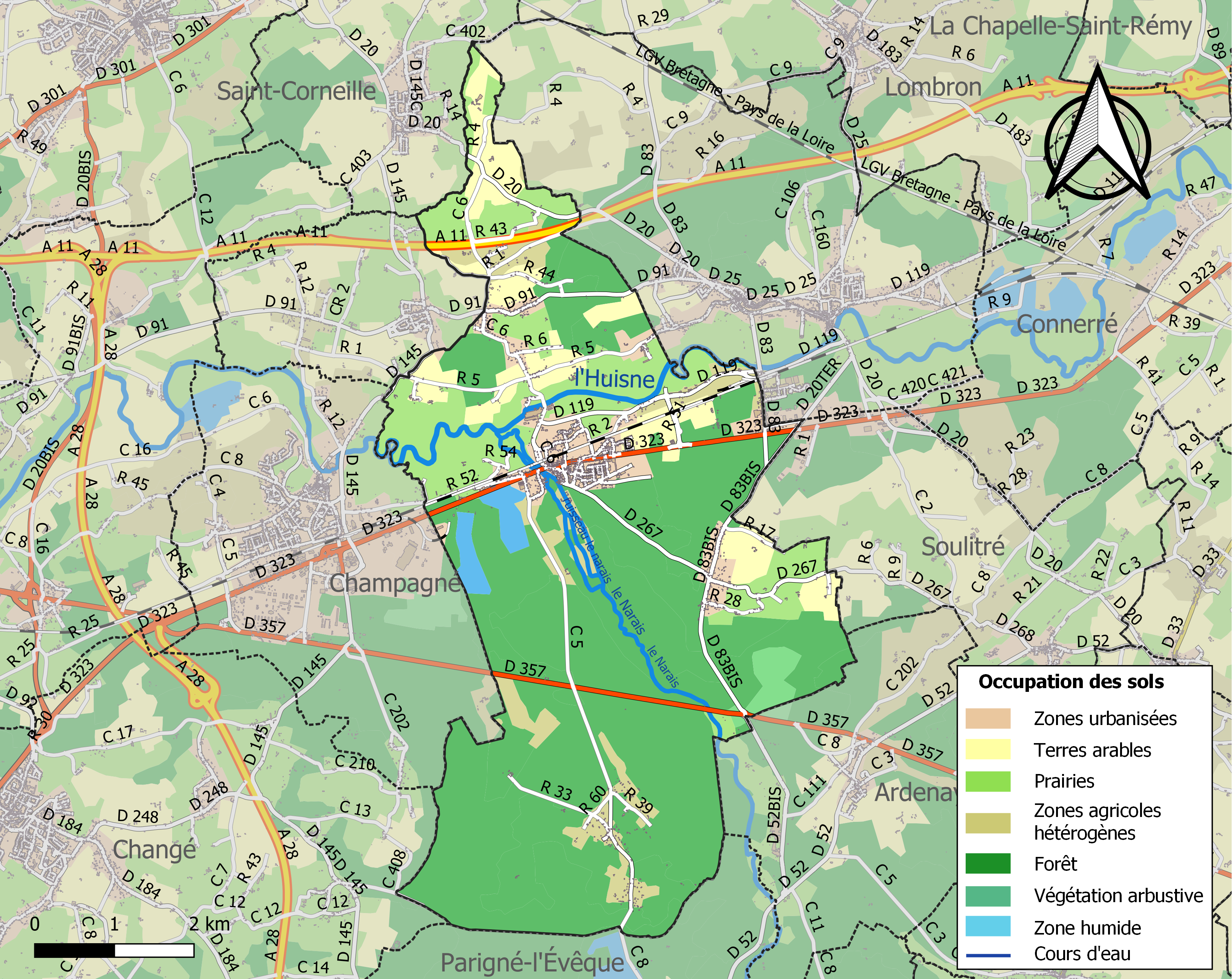
Kaart van de gemeente met de belangrijkste infrastructuur, bodemgebruik en omliggende gemeenten

## Verkeer en vervoer
In de gemeente ligt spoorwegstation Saint-Mars-la-Brière.

## Demografie
Onderstaande figuur toont het verloop van het inwonertal (bron: INSEE-tellingen).

## Foto's

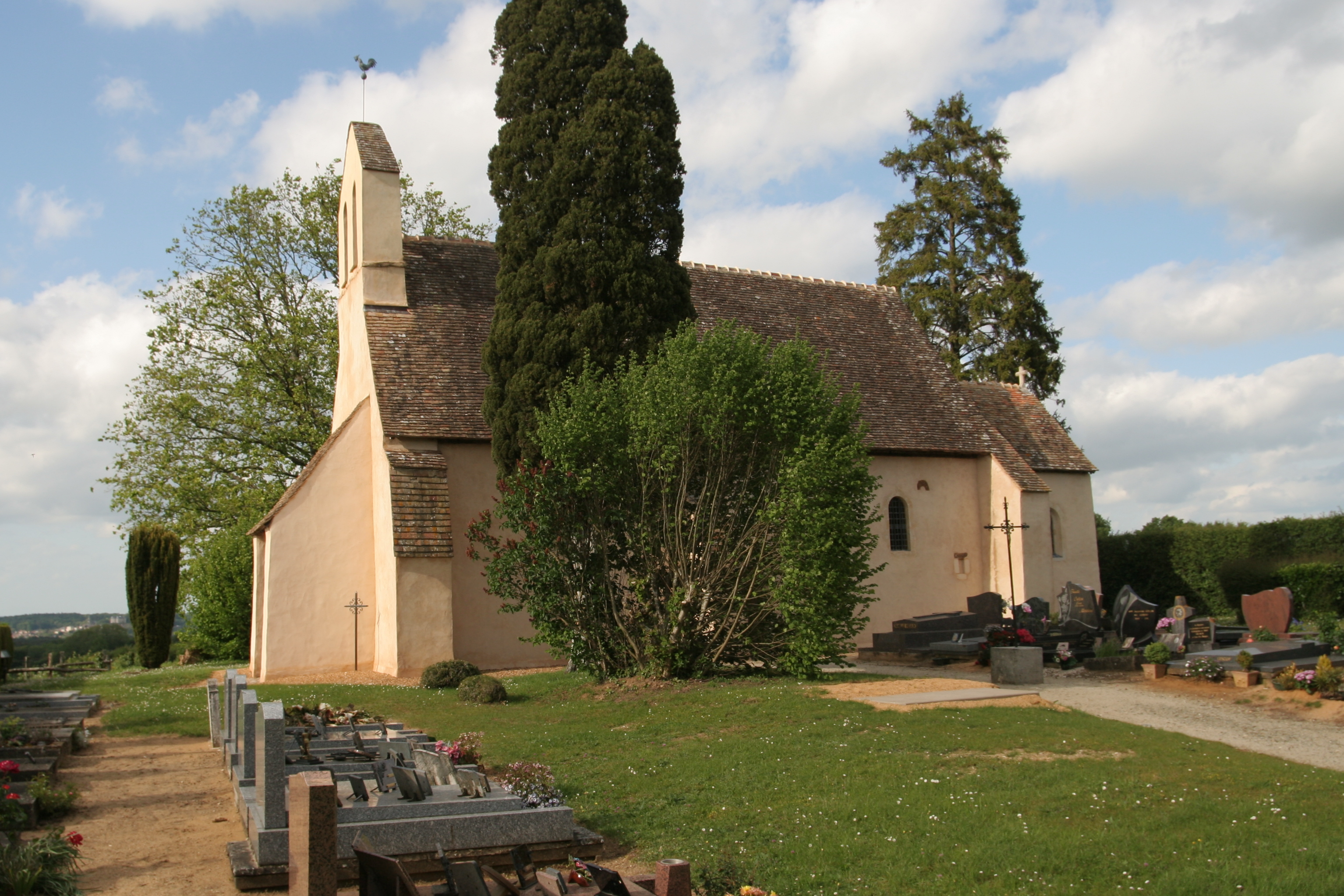
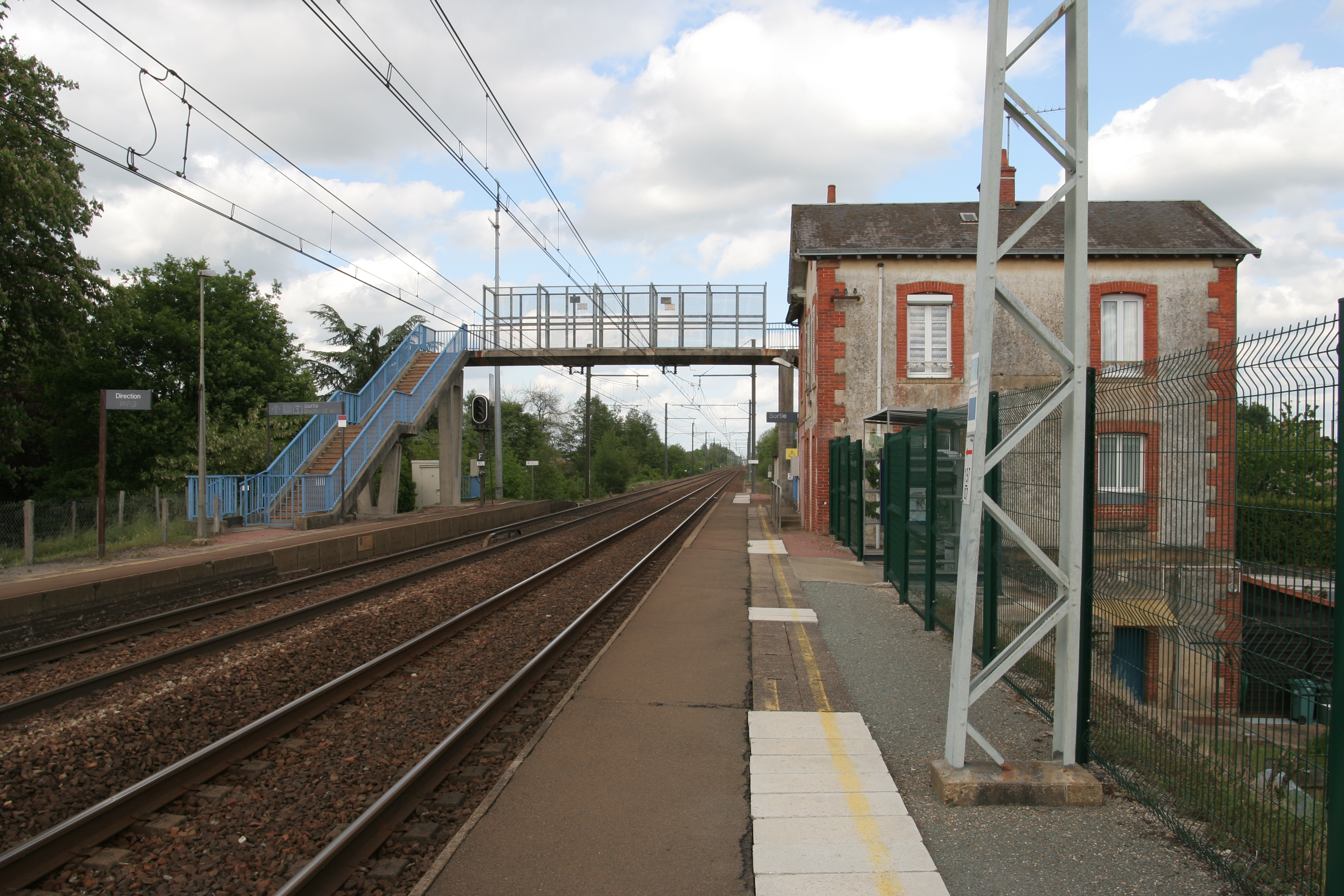